# Ossowa
Ossowa [pronunciación en polaco: /ɔsˈsɔva/] es un pueblo ubicado en el distrito administrativo de Gmina Wohyń, dentro del Condado de Radzyń Podlaski, Voivodato de Lublin, en Polonia oriental. Se encuentra aproximadamente a 8 kilómetros al noreste de Wohyń, a 16 kilómetros al este de Radzyń Podlaski, y a 65 kilómetros al norte de la capital regional Lublin.